# Брандис (Саксония)
Брандис (нем. Brandis) — город в Германии, в земле Саксония. Подчинён административному округу Лейпциг. Входит в состав района Лейпциг.  Население составляет 9587 человек (на 31 декабря 2010 года). Занимает площадь 34,81 км². Официальный код  —  14 3 83 060.

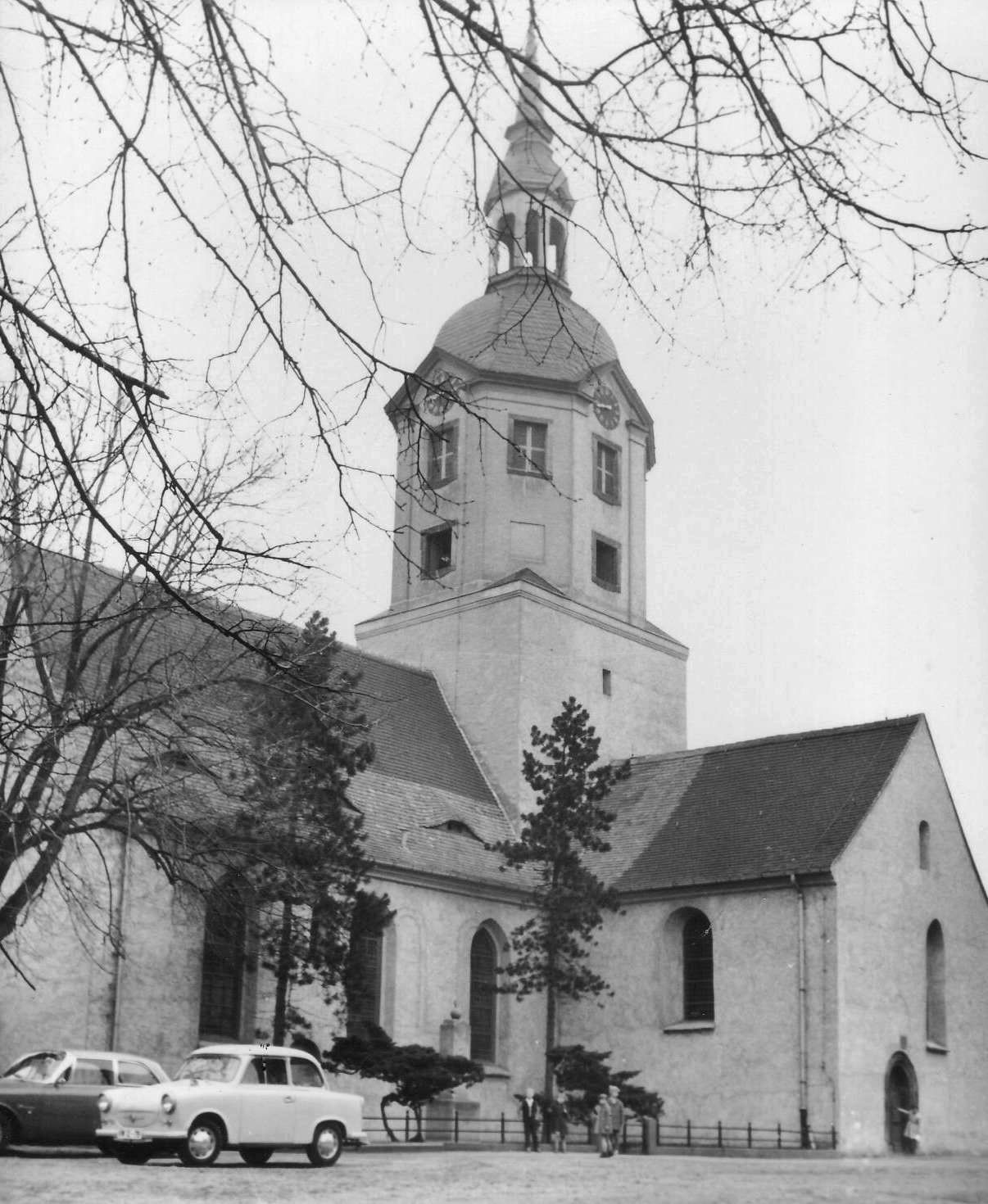
Брандис

Город подразделяется на 4 городских района.